# Elezioni comunali nelle Marche del 2018
Le elezioni comunali nelle Marche del 2018 si sono tenute il 10 giugno (con ballottaggio il 24 giugno).

## Riepilogo sindaci eletti
Coalizione di centro-sinistra
     Coalizione civica di centro-sinistra
     Coalizione civica di centro-destra
| Provincia           | Comune             | Popolazione legale (censimento 2018) | Sindaco uscente | Sindaco uscente             | Sindaco eletto | Sindaco eletto              | Primo turno             | Primo turno | Secondo turno           | Secondo turno | Seggi   |       |        |       |         |
| ------------------- | ------------------ | ------------------------------------ | --------------- | --------------------------- | -------------- | --------------------------- | ----------------------- | ----------- | ----------------------- | ------------- | ------- | ----- | ------ | ----- | ------- |
| Provincia           | Comune             | Popolazione legale (censimento 2018) | Ancona          | Ancona                      | 98 950         |                             | Valeria Mancinelli (PD) |             | Valeria Mancinelli (PD) | 20 738        | Seggi   | 47,92 | 21 152 | 62,78 | 20 / 32 |
| Falconara Marittima | 25 579             |                                      | Ancona          | Goffredo Brandoni (Ind.)    |                | Stefania Signorini (Ind.)   | 4 221                   | 35,24       | 5 191                   | 50,28         | 10 / 16 |       |        |       |         |
| Ascoli Piceno       | Grottammare        | 15 868                               |                 | Enrico Piergallini (Ind.)   |                | Enrico Piergallini (Ind.)   | 5 278                   | 62,89       | —                       | —             | 11 / 16 |       |        |       |         |
| Fermo               | Porto Sant'Elpidio | 25 765                               |                 | Nazareno Franchellucci (PD) |                | Nazareno Franchellucci (PD) | 5 262                   | 42,32       | 5 890                   | 52,20         | 10 / 16 |       |        |       |         |

## Ancona

### Ancona
| Candidati                     | Candidati                     | II turno             | II turno         | I turno | I turno | Liste               | Voti   | %     | Seggi |
| Candidati                     | Candidati                     | Voti                 | %                | Voti    | %       | Liste               | Voti   | %     | Seggi |
| ----------------------------- | ----------------------------- | -------------------- | ---------------- | ------- | ------- | ------------------- | ------ | ----- | ----- |
|                               | Valeria Mancinelli ✔️ Sindaca | 21 152               | 62,78            | 20 738  | 47,92   | Partito Democratico | 12 317 | 30,33 | 14    |
| Ancora per Ancona             | Valeria Mancinelli ✔️ Sindaca | 21 152               | 62,78            | 20 738  | 47,92   | 3 173               | 7,81   | 3     |       |
| Ancona Popolare               | Valeria Mancinelli ✔️ Sindaca | 21 152               | 62,78            | 20 738  | 47,92   | 1 961               | 4,83   | 2     |       |
| Federazione dei Verdi         | Valeria Mancinelli ✔️ Sindaca | 21 152               | 62,78            | 20 738  | 47,92   | 1 750               | 4,31   | 1     |       |
| Centristi per Ancona          | Valeria Mancinelli ✔️ Sindaca | 21 152               | 62,78            | 20 738  | 47,92   | 296                 | 0,73   | –     |       |
| Totale liste                  | Valeria Mancinelli ✔️ Sindaca | 21 152               | 62,78            | 20 738  | 47,92   | 19 497              | 48,01  | 20    |       |
|                               | Stefano Tombolini             | 12 541               | 37,22            | 12 308  | 28,44   | Lega                | 5 047  | 12,43 | 3     |
| 60100 Ancona                  | Stefano Tombolini             | 12 541               | 37,22            | 12 308  | 28,44   | 2 347               | 5,78   | 1     |       |
| Fratelli d'Italia             | Stefano Tombolini             | 12 541               | 37,22            | 12 308  | 28,44   | 1 795               | 4,42   | 1     |       |
| Forza Italia                  | Stefano Tombolini             | 12 541               | 37,22            | 12 308  | 28,44   | 1 756               | 4,32   | 1     |       |
| Servire Ancona                | Stefano Tombolini             | 12 541               | 37,22            | 12 308  | 28,44   | 430                 | 1,06   | –     |       |
| Unione di Centro              | Stefano Tombolini             | 12 541               | 37,22            | 12 308  | 28,44   | 318                 | 0,78   | –     |       |
| Seggio di coalizione          | Seggio di coalizione          | Seggio di coalizione | 37,22            | 12 308  | 28,44   | 1                   |        |       |       |
| Totale liste                  | Stefano Tombolini             | 12 541               | 37,22            | 12 308  | 28,44   | 11 693              | 28,80  | 6     |       |
|                               | Daniela Diomedi               | Daniela Diomedi      | Daniela Diomedi  | 7 397   | 17,09   | Movimento 5 Stelle  | 6 685  | 16,46 | 3     |
| Seggio di coalizione          | Seggio di coalizione          | Seggio di coalizione | Daniela Diomedi  | 7 397   | 17,09   | 1                   |        |       |       |
|                               | Francesco Rubini              | Francesco Rubini     | Francesco Rubini | 2 830   | 6,54    | Altra Idea di Città | 2 732  | 6,73  | –     |
| Seggio di coalizione          | Seggio di coalizione          | Seggio di coalizione | Francesco Rubini | 2 830   | 6,54    | 1                   |        |       |       |
| Totale                        | Totale                        | 33 693               | 100              | 43 273  | 100     |                     | 40 607 | 100   | 32    |
|                               |                               |                      |                  |         |         |                     |        |       |       |
| Schede bianche                | Schede bianche                | 244                  | 0,71             | 145     | 0,33    |                     |        |       |       |
| Schede nulle                  | Schede nulle                  | 686                  | 2,00             | 706     | 1,61    |                     |        |       |       |
| Votanti                       | Votanti                       | 34 379               | 42,68            | 43 979  | 54,60   |                     |        |       |       |
| Elettori                      | Elettori                      | 80 551               |                  | 80 551  |         |                     |        |       |       |
|                               |                               |                      |                  |         |         |                     |        |       |       |
| Fonte: Ministero dell'interno |                               |                      |                  |         |         |                     |        |       |       |

### Falconara Marittima
| Candidati                     | Candidati                     | II turno             | II turno          | I turno | I turno | Liste                    | Voti   | %     | Seggi |
| Candidati                     | Candidati                     | Voti                 | %                 | Voti    | %       | Liste                    | Voti   | %     | Seggi |
| ----------------------------- | ----------------------------- | -------------------- | ----------------- | ------- | ------- | ------------------------ | ------ | ----- | ----- |
|                               | Stefania Signorini ✔️ Sindaca | 5 191                | 50,28             | 4 221   | 35,24   | Falconara in Movimento   | 1 655  | 14,97 | 5     |
| Uniti per Falconara           | Stefania Signorini ✔️ Sindaca | 5 191                | 50,28             | 4 221   | 35,24   | 1 408                    | 12,74  | 4     |       |
| Direzione Domani              | Stefania Signorini ✔️ Sindaca | 5 191                | 50,28             | 4 221   | 35,24   | 587                      | 5,31   | 1     |       |
| Ridisegnare Falconara         | Stefania Signorini ✔️ Sindaca | 5 191                | 50,28             | 4 221   | 35,24   | 187                      | 1,69   | –     |       |
| Totale liste                  | Stefania Signorini ✔️ Sindaca | 5 191                | 50,28             | 4 221   | 35,24   | 3 837                    | 34,71  | 10    |       |
|                               | Marco Luchetti                | 5 134                | 49,72             | 2 912   | 24,31   | Partito Democratico      | 1 853  | 16,76 | 2     |
| Falconara Comunità            | Marco Luchetti                | 5 134                | 49,72             | 2 912   | 24,31   | 324                      | 2,93   | –     |       |
| Insieme X Falconara           | Marco Luchetti                | 5 134                | 49,72             | 2 912   | 24,31   | 308                      | 2,79   | –     |       |
| #Nuovenergie X Falconara      | Marco Luchetti                | 5 134                | 49,72             | 2 912   | 24,31   | 277                      | 2,51   | –     |       |
| Seggio di coalizione          | Seggio di coalizione          | Seggio di coalizione | 49,72             | 2 912   | 24,31   | 1                        |        |       |       |
| Totale liste                  | Marco Luchetti                | 5 134                | 49,72             | 2 912   | 24,31   | 2 762                    | 24,99  | 2     |       |
|                               | Loris Calcina                 | Loris Calcina        | Loris Calcina     | 2 034   | 16,98   | Cittadini in Comune (A)  | 1 213  | 10,97 | –     |
| Sinistra in Comune (B)        | Loris Calcina                 | Loris Calcina        | Loris Calcina     | 2 034   | 16,98   | 601                      | 5,44   | –     |       |
| Seggio di coalizione          | Seggio di coalizione          | Seggio di coalizione | Loris Calcina     | 2 034   | 16,98   | 1                        |        |       |       |
| Totale liste                  | Loris Calcina                 | Loris Calcina        | Loris Calcina     | 2 034   | 16,98   | 1 814                    | 16,41  | –     |       |
|                               | Bruno Frapiccini              | Bruno Frapiccini     | Bruno Frapiccini  | 1 263   | 10,54   | Movimento 5 Stelle       | 1 182  | 10,69 | –     |
| Seggio di coalizione          | Seggio di coalizione          | Seggio di coalizione | Bruno Frapiccini  | 1 263   | 10,54   | 1                        |        |       |       |
|                               | Stefano Caricchio             | Stefano Caricchio    | Stefano Caricchio | 1 001   | 8,36    | Lega                     | 939    | 8,49  | –     |
| Seggio di coalizione          | Seggio di coalizione          | Seggio di coalizione | Stefano Caricchio | 1 001   | 8,36    | 1                        |        |       |       |
|                               | Massimo Flori                 | Massimo Flori        | Massimo Flori     | 332     | 2,77    | Falconara a Sinistra (C) | 321    | 2,90  | –     |
|                               | Matteo Marinacci              | Matteo Marinacci     | Matteo Marinacci  | 216     | 1,80    | Impegno Civico           | 199    | 1,80  | –     |
| Totale                        | Totale                        | 10 325               | 100               | 11 979  | 100     |                          | 11 054 | 100   | 16    |
|                               |                               |                      |                   |         |         |                          |        |       |       |
| Schede bianche                | Schede bianche                | 77                   | 0,73              | 71      | 0,58    |                          |        |       |       |
| Schede nulle                  | Schede nulle                  | 193                  | 1,83              | 254     | 2,08    |                          |        |       |       |
| Votanti                       | Votanti                       | 10 518               | 49,52             | 12 233  | 57,59   |                          |        |       |       |
| Elettori                      | Elettori                      | 21 241               |                   | 21 241  |         |                          |        |       |       |
|                               |                               |                      |                   |         |         |                          |        |       |       |
| Fonte: Ministero dell'interno |                               |                      |                   |         |         |                          |        |       |       |

- Le liste contrassegnate con le lettere A, B e C sono apparentate al secondo turno con il candidato sindaco Marco Luchetti.

## Ascoli Piceno

### Grottammare
|                               | Enrico Piergallini ✔️ Sindaco | 5 278                | 62,89 | Solidarietà Partecipazione         | 3 183 | 40,98 | 7  |  |  |
| Città in Movimento            | Enrico Piergallini ✔️ Sindaco | 5 278                | 62,89 | 1 725                              | 22,21 | 4     |    |  |  |
| Totale liste                  | Enrico Piergallini ✔️ Sindaco | 5 278                | 62,89 | 4 908                              | 63,19 | 11    |    |  |  |
|                               | Lorenzo Vesperini             | 2 064                | 24,59 | Vesperini Sindaco (FI - LSP - FdI) | 813   | 10,47 | 2  |  |  |
| Città Unica                   | Lorenzo Vesperini             | 2 064                | 24,59 | 757                                | 9,75  | 1     |    |  |  |
| Città Futura                  | Lorenzo Vesperini             | 2 064                | 24,59 | 260                                | 3,35  | –     |    |  |  |
| Seggio di coalizione          | Seggio di coalizione          | Seggio di coalizione | 24,59 | 1                                  |       |       |    |  |  |
| Totale liste                  | Lorenzo Vesperini             | 2 064                | 24,59 | 1 830                              | 23,56 | 3     |    |  |  |
|                               | Alessandra Manigrasso         | 712                  | 8,48  | Movimento 5 Stelle                 | 642   | 8,27  | –  |  |  |
| Seggio di coalizione          | Seggio di coalizione          | Seggio di coalizione | 8,48  | 1                                  |       |       |    |  |  |
|                               | Giuliano Vagnoni              | 339                  | 4,04  | Il Popolo della Famiglia           | 387   | 4,98  | –  |  |  |
| Totale                        | Totale                        | 8 393                | 100   |                                    | 7 767 | 100   | 16 |  |  |
|                               |                               |                      |       |                                    |       |       |    |  |  |
| Schede bianche                | Schede bianche                | 38                   | 0,44  |                                    |       |       |    |  |  |
| Schede nulle                  | Schede nulle                  | 198                  | 2,30  |                                    |       |       |    |  |  |
| Votanti                       | Votanti                       | 8 591                | 64,67 |                                    |       |       |    |  |  |
| Elettori                      | Elettori                      | 13 285               |       |                                    |       |       |    |  |  |
|                               |                               |                      |       |                                    |       |       |    |  |  |
| Fonte: Ministero dell'interno |                               |                      |       |                                    |       |       |    |  |  |

## Fermo

### Porto Sant'Elpidio
| Candidati                             | Candidati                         | II turno                  | II turno                  | I turno | I turno | Liste                      | Voti   | %     | Seggi |
| Candidati                             | Candidati                         | Voti                      | %                         | Voti    | %       | Liste                      | Voti   | %     | Seggi |
| ------------------------------------- | --------------------------------- | ------------------------- | ------------------------- | ------- | ------- | -------------------------- | ------ | ----- | ----- |
|                                       | Nazareno Franchellucci ✔️ Sindaco | 5 890                     | 52,20                     | 5 262   | 42,32   | Partito Democratico        | 2 628  | 23,51 | 6     |
| La Città del Fare                     | Nazareno Franchellucci ✔️ Sindaco | 5 890                     | 52,20                     | 5 262   | 42,32   | 690                        | 6,17   | 1     |       |
| Civico Impegno                        | Nazareno Franchellucci ✔️ Sindaco | 5 890                     | 52,20                     | 5 262   | 42,32   | 578                        | 5,17   | 1     |       |
| Popolari Uniti per Porto Sant'Elpidio | Nazareno Franchellucci ✔️ Sindaco | 5 890                     | 52,20                     | 5 262   | 42,32   | 443                        | 3,96   | 1     |       |
| Porto Sant'Elpidio al Centro          | Nazareno Franchellucci ✔️ Sindaco | 5 890                     | 52,20                     | 5 262   | 42,32   | 423                        | 3,78   | 1     |       |
| Totale liste                          | Nazareno Franchellucci ✔️ Sindaco | 5 890                     | 52,20                     | 5 262   | 42,32   | 4 762                      | 42,59  | 10    |       |
|                                       | Giorgio Marcotulli                | 5 393                     | 47,80                     | 3 071   | 24,70   | Lega                       | 1 203  | 10,76 | 1     |
| Fratelli d'Italia                     | Giorgio Marcotulli                | 5 393                     | 47,80                     | 3 071   | 24,70   | 660                        | 5,90   | 1     |       |
| Forza Italia                          | Giorgio Marcotulli                | 5 393                     | 47,80                     | 3 071   | 24,70   | 588                        | 5,26   | –     |       |
| Città e Futuro                        | Giorgio Marcotulli                | 5 393                     | 47,80                     | 3 071   | 24,70   | 416                        | 3,72   | –     |       |
| Il Popolo della Famiglia              | Giorgio Marcotulli                | 5 393                     | 47,80                     | 3 071   | 24,70   | 83                         | 0,74   | –     |       |
| Risorgimento                          | Giorgio Marcotulli                | 5 393                     | 47,80                     | 3 071   | 24,70   | 52                         | 0,47   | –     |       |
| Seggio di coalizione                  | Seggio di coalizione              | Seggio di coalizione      | 47,80                     | 3 071   | 24,70   | 1                          |        |       |       |
| Totale liste                          | Giorgio Marcotulli                | 5 393                     | 47,80                     | 3 071   | 24,70   | 3 002                      | 26,85  | 2     |       |
|                                       | Alessandro Felicioni              | Alessandro Felicioni      | Alessandro Felicioni      | 2 563   | 20,61   | Laboratorio Civico Blu (A) | 754    | 6,74  | 1     |
| Laboratorio Civico Arancio (B)        | Alessandro Felicioni              | Alessandro Felicioni      | Alessandro Felicioni      | 2 563   | 20,61   | 658                        | 5,89   | –     |       |
| Laboratorio Civico Verde (C)          | Alessandro Felicioni              | Alessandro Felicioni      | Alessandro Felicioni      | 2 563   | 20,61   | 513                        | 4,59   | –     |       |
| Seggio di coalizione                  | Seggio di coalizione              | Seggio di coalizione      | Alessandro Felicioni      | 2 563   | 20,61   | 1                          |        |       |       |
| Totale liste                          | Alessandro Felicioni              | Alessandro Felicioni      | Alessandro Felicioni      | 2 563   | 20,61   | 1 925                      | 17,22  | 1     |       |
|                                       | Moira Vallati                     | Moira Vallati             | Moira Vallati             | 1 265   | 10,17   | Movimento 5 Stelle         | 1 189  | 10,64 | –     |
| Seggio di coalizione                  | Seggio di coalizione              | Seggio di coalizione      | Moira Vallati             | 1 265   | 10,17   | 1                          |        |       |       |
|                                       | Francesco Giuseppe Pacini         | Francesco Giuseppe Pacini | Francesco Giuseppe Pacini | 274     | 2,20    | CasaPound                  | 302    | 2,70  | –     |
| Totale                                | Totale                            | 11 283                    | 100                       | 12 435  | 100     |                            | 11 180 | 100   | 16    |
|                                       |                                   |                           |                           |         |         |                            |        |       |       |
| Schede bianche                        | Schede bianche                    | 79                        | 0,69                      | 63      | 0,50    |                            |        |       |       |
| Schede nulle                          | Schede nulle                      | 173                       | 1,51                      | 261     | 2,06    |                            |        |       |       |
| Votanti                               | Votanti                           | 11 456                    | 57,64                     | 12 696  | 63,88   |                            |        |       |       |
| Elettori                              | Elettori                          | 19 874                    |                           | 19 874  |         |                            |        |       |       |
|                                       |                                   |                           |                           |         |         |                            |        |       |       |
| Fonte: Ministero dell'interno         |                                   |                           |                           |         |         |                            |        |       |       |

- Le liste contrassegnate con le lettere A, B e C sono apparentate al secondo turno con il candidato sindaco Giorgio Marcotulli.